# أل كليفلاند
أل كليفلاند (بالإنجليزية: Al Cleveland)‏ هو ملحن وكاتب أغاني أمريكي، ولد في 11 مارس 1930 في بيتسبرغ في الولايات المتحدة، وتوفي في 14 أغسطس 1996.

## وصلات خارجية
- أل كليفلاند على موقع ميوزك برينز (الإنجليزية)
- أل كليفلاند على موقع أول ميوزيك (الإنجليزية)
- أل كليفلاند على موقع ديسكوغز (الإنجليزية)